# Александър Атанасиевич
Александър Атанасиевич (на сръбски: Александар Атанасијевић) е сръбски волейболен играч.

## Биография
Александър Атанасиевич е роден на 4 септември 1991 в Белград, бивша Югославия. Александър играе в полския клубен отбор ОК Скра Белхатов, в мъжкия национален отбор на Сърбия и в националния отбор на Сърбия до 23 години. Започва кариерата си в сръбския ОК Партизан през 2009. Две години по-късно го напуска и отива да играе в Полша.

## Награди

### Клубни
- 2010/2011 сезон – Първи Wiener Stadtische в Сръбската лига
- 2011/2012 сезон – Купата на Полша
- 2011/2012 сезон – 2 място в Шампионска лига
- 2011/2012 сезон – Вицешампион в Купата на Полша

### Медали с националния отбор
- Европейско първенство

1. Златен медал – Австрия и Чехия 2011
2. Бронзов медал – Полша и Дания 2013

### Индивидуални награди
- Световното първенство за юноши 2009 – MVP
- Световното първенство за младежи 2011 – Best Scorer
- Световното клубно първенство 2012 – Best Scorer
- Европейско първенство 2013 – Best Scorer